# Amin Omar

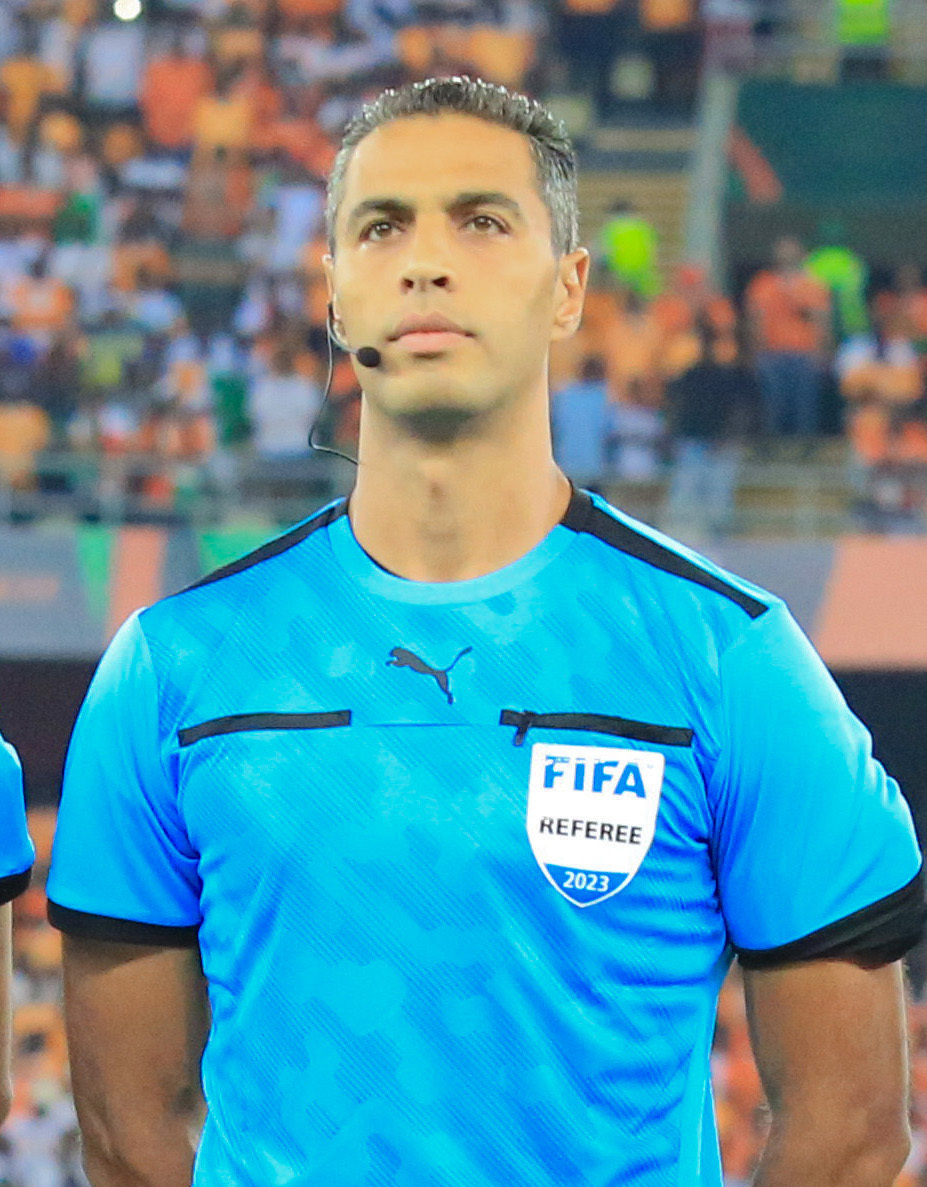
Amin Omar (2024)

Amin Mohamed Omar (arabisch أمين عمر, DMG Amīn ʿUmar; * 25. September 1985) ist ein ägyptischer Fußballschiedsrichter.
Omar leitet seit Februar 2013 Spiele in der Egyptian Premier League, bisher hatte er über 150 Einsätze.
Seit 2017 ist er FIFA-Schiedsrichter und leitet internationale Fußballspiele.
Omar wurde bislang bei zwei Afrika-Cups eingesetzt. Er leitete ein Gruppenspiel beim Afrika-Cup 2019 in Ägypten sowie ein Gruppenspiel und ein Achtelfinale beim Afrika-Cup 2022 in Kamerun.
Bei der U-17-Weltmeisterschaft 2019 in Brasilien pfiff Omar zwei Gruppenspiele und ein Achtelfinale.
Zudem leitete er Spiele in der CAF Champions League (acht Partien), in der afrikanischen Qualifikation für die Weltmeisterschaft 2022 (ein Spiel), als Gast-Schiedsrichter im Championnat de Tunisie (bislang fünf Spiele) sowie Freundschaftsspiele.